# Un miliardo di anni prima della fine del mondo
Un miliardo di anni prima della fine del mondo (in russo За миллиард лет до конца света?, Za miliard let do kontsa sveta) è un romanzo di fantascienza dei fratelli Strugackij scritto nel 1974 e pubblicato per la prima volta in Unione Sovietica nel 1977. In Italia è stato edito nel 2017 da Marcos y Marcos, con traduzione di Paolo Nori. Sottotitolo: "Manoscritto ritrovato in circostanze strane".

## Struttura del libro
I capitoli iniziano e finiscono con parole mozzate e frasi in sospeso. La narrazione è condotta in modo alternato tra la prima e la terza persona. In realtà si tratta di una scelta precisa degli autori. Boris Strugackij lo spiega così: "È Maljanov a scrivere il manoscritto (dove? quando? in quale situazione? mistero!). Inizia distaccato parlando di sé in terza persona, poi si interrompe da qualche parte, dimentica il distacco e passa alla prima, poi di nuovo alla terza e, infine, finalmente alla prima". Come se si trattasse di editing che Maljanov, per qualche motivo, ha lasciato inconcluso.

## Trama
(Arkadij e Boris Strugackij, Un miliardo di anni prima della fine del mondo)
Dmitrij Maljanov è a casa da solo a Leningrado in un'anomala torrida estate. Sta lavorando a una ricerca sul mezzo interstellare e sta per compiere una scoperta sensazionale. Improvvisamente, viene disturbato e interrotto da strane coincidenze. Presunti guasti alle linee telefoniche. La morte di un vicino di casa e l'interrogatorio di un poliziotto. Ospiti inattesi. La moglie rientra dalle vacanze, allarmata da un telegramma minaccioso. Maljanov non riesce a concentrarsi e a lavorare. Si confida con alcuni colleghi. Anche loro hanno notato analoghi fenomeni. Cosa sta succedendo? Il dubbio è che qualcuno o qualcosa stia cercando di impedire l'avanzamento della scienza. Una superciviltà oppure l'Universo Omeostatico in quanto tale? Forze cosmiche imperscrutabili cercano di preservare gli equilibri consolidati. Come si devono comportare gli studiosi? Che decisione prenderanno?
Il personaggio di Maljanov è ispirato allo stesso Boris Strugackij.

## Critica
Lo slavista Kevin Reese ravvisa profondi legami tra il romanzo e la poesia, russa e straniera: Puškin (Boris Godunov, Canto Bacchico), Majakovskij, Lermontov, Vysockij, Okudžava, da un lato. Apollinaire, Yosano, Whitman, dall'altro.
(Kevin reese, Celestial Hellscapes. Cosmology as the key to the Strugatskiis' science fiction. Academic Studies Press, Boston, 2019)